# دریاچه اره
دریاچه اره (انگلیسی: Erhai Lake) یا اِرهای یا دریاچهٔ اِر (چینی: 洱海; پین‌یین: Ěrhǎi)، یک دریاچهٔ گسلی در اقلیم آلپی دالی (شهر) در ولایت خودمختار دالی بای، یون‌نان، چین است. در گذشته، این دریاچه با نام‌های یِیوژه (叶榆泽) یا دریاچهٔ کونمینگ (昆明池) نیز شناخته می‌شد.

## ریشه‌شناسی
حرف چینی "洱" (اِر) معنای گوش (耳) را ندارد. از دوران دودمان هان تا دودمان تانگ، قوم باستانی‌ای به نام Kunming Yi یا کونمینگ بربر (昆明夷) در نزدیکی دریاچهٔ ارهای زندگی می‌کردند، ازاین‌رو، این دریاچه را "دریاچهٔ کونمینگ" نیز می‌نامیدند. Kunming Yi نام دیگری نیز داشت که Kun-mi (昆弥) بود. در متون چینی بعدی، نام "昆弥" به "昆弭" (Kun-mi) تغییر یافت، زیرا "弭" گونه‌ای دیگر از نگارش "弥" محسوب می‌شد. همچنین، نام دریاچه به "渳" (می) تغییر یافت که دارای رادیکال آب (氵) بود. فانگ گوویو معتقد است که نام "洱" (اِر) از "渳" ساده‌سازی شده است و پس از آن، نام "دریاچهٔ ارهای" تا امروز باقی مانده است.: ۴۵ 
بر اساس پژوهش‌های دانشمندان قوم بای، واژهٔ "Yeyu" در نام چینی "Yeyuze" (که ze [泽] به معنای دریاچه است) از زبان بای مشتق شده و به معنای "آب پایین" است. تلفظ این واژه در الفبای آوانگاری بین‌المللی به‌صورت /jɛ33ji33/ نوشته می‌شود. در گویش دالی (شهر) از زبان بای، واژهٔ "پایین" (/jɛ33/) همچنین به‌صورت /ɛɹ33/ تلفظ می‌شود. شو لین معتقد است که نام چینی "洱" از /ɛɹ33/ مشتق شده است.

## جغرافیا

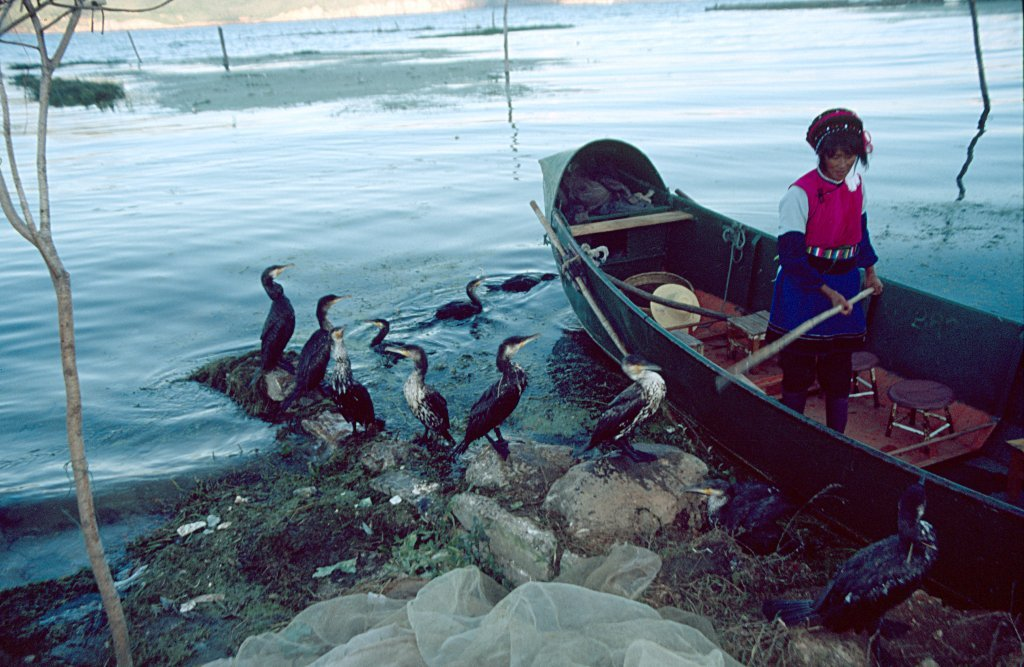
یک ماهیگیری باکلانی که در دریاچهٔ ارهای به ساحل بازمی‌گردد

دریاچهٔ ارهای در ارتفاع ۱٬۹۷۲ متر (۶٬۴۷۰ فوت) از سطح دریا قرار دارد. این دریاچه از شمال به جنوب ۴۰ کیلومتر (۲۵ مایل) طول و از شرق به غرب بین ۷–۸ کیلومتر (۴٫۳–۵٫۰ مایل) عرض دارد. مساحت آن ۲۵۰ کیلومتر مربع (۹۷ مایل مربع) است که پس از دریاچهٔ دیان‌چی، دومین دریاچهٔ بزرگ فلاتی در چین محسوب می‌شود. محیط پیرامونی آن ۱۱۶ کیلومتر (۷۲ مایل)، عمق متوسط آن ۱۱ متر (۳۶ فوت) و ظرفیت ذخیره‌سازی کل آن ۲٫۵ میلیارد متر مکعب (۲٬۰۰۰٬۰۰۰ جریب فوت) است.
این دریاچه، منظره‌ای زیبا برای دالی (شهر) ایجاد کرده و در غرب، شهر دالی را به دامنهٔ کوه کانگ محدود کرده است. سرچشمهٔ دریاچه در شهر شانگوان در شمالی‌ترین نقطهٔ آن قرار دارد و جنوبی‌ترین نقطهٔ آن در شهر شی‌گوان است. این دریاچه از رودهای میجو و میسی در شمال، رود بولوی در شرق و جریان‌های کوچکی از کوه‌های کانگ در غرب تغذیه می‌شود. در جنوب، رود یانگ‌بی از این دریاچه خارج شده و در نهایت به رودخانهٔ مکونگ می‌ریزد.

## جاذبه‌ها
ساحل دریاچه را می‌توان با پیاده‌روی کاوش کرد. از جاذبه‌های مهم می‌توان به پارک ارهای و چشمه‌های پروانه‌ای در ساحل غربی اشاره کرد. همچنین جزایری همچون گوآن‌یین گه، جزیرهٔ جین‌سو (金梭岛; 'جزیرهٔ شاتل طلایی')، جزیرهٔ فرهنگ عامهٔ نانژائو (南诏风情岛) و جزیرهٔ شیاوپوتو (小普陀) قابل بازدید هستند.
این دریاچه منبع غذایی مهمی برای مردم محلی (قوم بای) محسوب می‌شود که به روش سنتی ماهیگیری خود مشهورند: آنان باکلان‌ها را آموزش می‌دهند تا ماهی شکار کرده و به ماهیگیران بازگردانند. حلقه‌هایی که دور گردن پرندگان قرار داده می‌شود، از بلعیدن ماهی‌ها جلوگیری می‌کند.

## تنوع زیستی
دریاچه ارهائی دارای تنوع زیستی غنی‌ای بود یا همچنان هست. این دریاچه یکی از سه دریاچه مهم یون‌نان با تعداد بالای بوم‌زادی است؛ دو دریاچه دیگر فوکسیان و دیان (دیانچی) هستند.
از میان ۲۳ گونه و زیرگونه ماهی شناسایی‌شده در ارهائی، ۸ گونه بومی هستند: Cyprinus barbatus, C. daliensis, C. longipectoralis, C. megalophthalmus, Paracobitis erhaiensis, Poropuntius daliensis (مترادف: Barbodes daliensis), P. exiguus (مترادف: B. exigua) و Zacco taliensis (مترادف: Schizothorax taliensis). از میان این‌ها، تنها C. barbatus و C. longipectoralis از سال ۲۰۰۰ تاکنون ثبت شده‌اند؛ بقیه گونه‌ها برای چندین دهه مشاهده نشده‌اند و احتمالاً منقرض شده‌اند. همچنین، برخی از گونه‌های غیربومی نیز از این دریاچه دچار انقراض محلی شده‌اند. در مقابل، بیش از ۱۰ گونه معرفی‌شده ماهی اکنون در این دریاچه زندگی می‌کنند.
چندین گونه گیاه آبزی بومی نیز از این دریاچه ناپدید شده‌اند.
این دریاچه در گذشته به‌عنوان شکارگاه سلطنتی پادشاهی نانژائو مورد استفاده قرار می‌گرفت.